# Grandchamp (Sarthe)
Grandchamp – miejscowość i gmina we Francji, w regionie Kraj Loary, w departamencie Sarthe.
Według danych na rok 1990 gminę zamieszkiwały 134 osoby, a gęstość zaludnienia wynosiła 25 osób/km² (wśród 1504 gmin Kraju Loary, Grandchamp plasuje się na 1098. miejscu pod względem liczby ludności, natomiast pod względem powierzchni na miejscu 1172.).